# Gudur S.Andola, Jevargi
Gudur S.Andola là một làng thuộc tehsil Jevargi, huyện Gulbarga, bang Karnataka, Ấn Độ.